# Patosaari (ö i Lappland, Kemi-Torneå)
Patosaari är en ö i Finland. Den ligger i vattendraget Simojoki och i kommunen Simo i den ekonomiska regionen  Kemi-Torneå  och landskapet Lappland, i den centrala delen av landet, 600 km norr om huvudstaden Helsingfors. Öns area är 7,1 hektar och dess största längd är 380 meter i nord-sydlig riktning.